# 白神岬灯台
白神岬灯台（しらかみみさきとうだい）は、北海道松前郡松前町の白神岬に建つ、北海道最南端の灯台。すぐ近くには松前警備所白神支所がある。
航路標識番号が最初の0001番である。なお、最終の7300番は魚釣島灯台である。

## 歴史
- 1888年（明治21年）9月15日 - 初点灯[2]。
- 1951年（昭和26年）6月1日 - コンクリート造に改築[1]。

## アクセス
- JR北海道新幹線・道南いさりび鉄道木古内駅より函館バス松前行きで1時間10分、「灯台下」停留所下車
- JR北海道新幹線新函館北斗駅から車で1時間半。

## 周辺
- 松前警備所
- 松前中継局
- 吉岡定点（旧 吉岡海底駅）
- 津軽海峡
- 松前港